# Mountain Equipment Co-op
 (août 2014).
Mountain Equipment Co-op (1077 Holdings Co-Operative et connue sous l'acronyme MEC) était une coopérative de consommateurs canadienne qui vendait du matériel et des vêtements de plein air exclusivement à ses membres. La marque de commerce MEC, les actifs de la coop et les baux de ses magasins ont été acquis par la société d'investissement privée américaine Kingswood Capital Management en octobre 2020,.
MEC se présentait comme le plus important détaillant et fabricant canadien de vêtements et de matériel de plein air. Depuis sa fondation à Vancouver (Colombie-Britannique) en 1971 par six amateurs de plein air, MEC avait pris de l'expansion au Canada et possédait, au moment de sa vente, des magasins dans 20 villes canadiennes,. À ses débuts, MEC vendait uniquement du matériel d'escalade et d'alpinisme. À la suite de son changement d'image de marque en 2013, la coopérative ciblait une clientèle élargie qui pratique un plus grand nombre d'activités de plein air. Effectivement, les changements apportés à son image de marque, qui était historiquement axée sur les photos d'escalade et d'alpinisme de haut niveau, le démontraient clairement. MEC possédait plus de 5,4 millions de membres au Canada et à l'échelle internationale.

## Historique
Durant les 30 dernières années, la croissance de MEC a été faible. Durant le mandat de Peter Robinson à titre de chef de la direction (de 2000 à 2007), l'objectif était d'ouvrir un nouveau magasin par année.
En novembre 2009, l’entreprise a commencé à vendre des vélos MEC dans sept magasins. Actuellement, MEC propose plusieurs dizaines de différents modèles, y compris des vélos de route, des vélos de montagne, des vélos hybrides et urbains.
Entre 2009 et 2011, MEC a élargi son assortiment de produits pour la grande nature afin d’y inclure des produits adaptés aux activités urbaines. Des articles de course sur route, de vélo et de yoga ont été ajoutés aux rayons de ses magasins et ils ont connu un véritable succès auprès des membres. Qui plus est, ces articles sont désormais des piliers de l’assortiment permanent[réf. souhaitée]. 
Le 18 juin 2013, Mountain Equipment a changé son logo en remplaçant la montagne emblématique par un carré vert contenant l'acronyme « MEC » en caractères gras.
le 1er mars 2018, La MEC est la première entreprise canadienne à s'inscrire dans le mouvement américain de boycottage ou de restriction de la vente d'armes à feu, dans le cadre du débat relancé par la tuerie dans une école de Floride (USA) où un jeune de 19 ans a tué 17 élèves. Le PDG David Labistour reconnaît ainsi «que plusieurs marques vendues chez MEC sont la propriété d'une société qui détient des parts dans la fabrication d'armes d'assaut».

## Fonctionnement

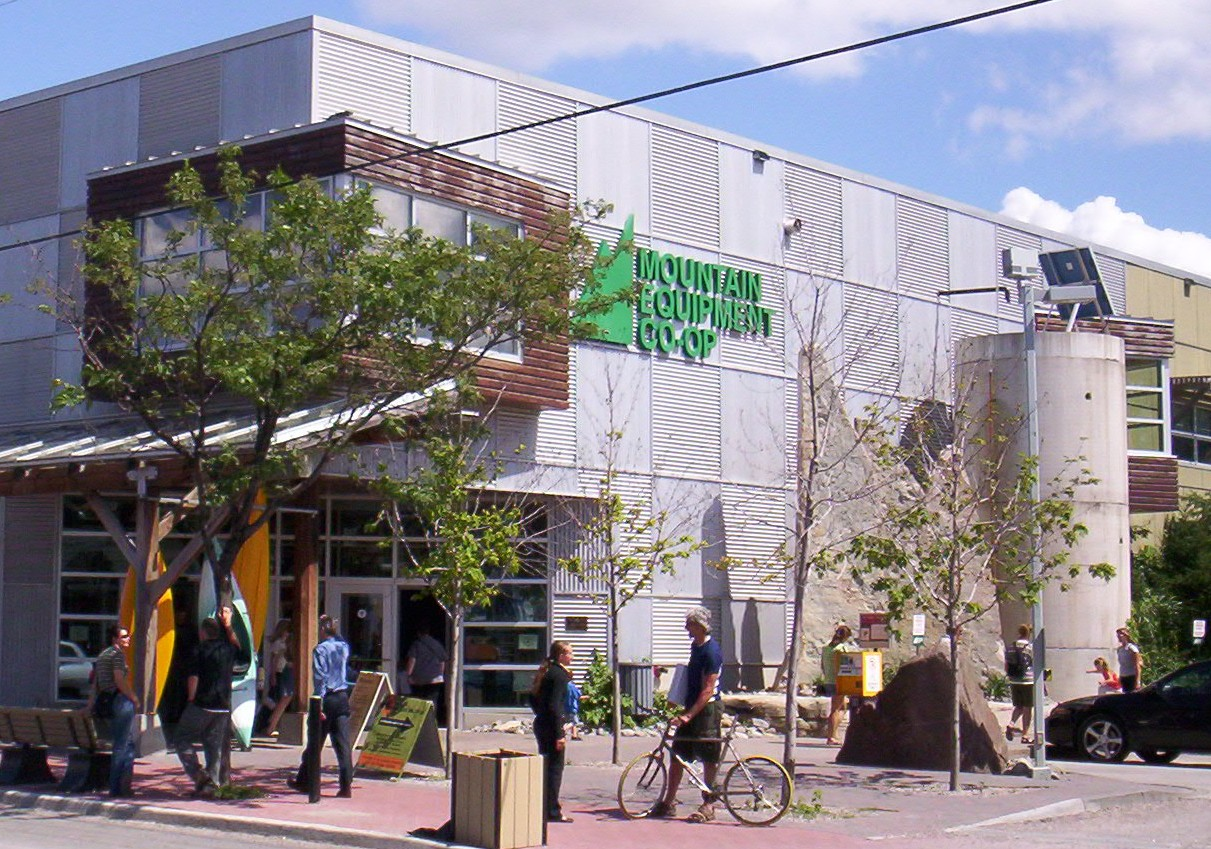
Le magasin MEC d'Ottawa

Les membres peuvent faire des achats dans les dix-huit magasins de détail, en ligne, par téléphone ou par le biais de la poste. MEC offre également un service de vente aux sociétés et aux groupes pour les membres qui achètent en gros. Les militaires, la Gendarmerie royale du Canada, ainsi que les services de gestion des parcs et les différents organismes de recherche et de sauvetage en sont les principaux bénéficiaires. De plus, les magasins sont reconnus pour leur conception écologique. Les magasins d'Ottawa et de Winnipeg ont été, respectivement, les premier et deuxième immeubles de vente au détail au Canada à se conformer aux normes de bâtiment écologique C2000 du Canada qui certifie qu'ils consomment 50 % moins d'énergie par rapport aux structures traditionnelles.

### Initiatives sociales et environnementales
MEC se démarque des autres détaillants de plein air grâce à sa gamme de produits écologiques et sa responsabilité sociale[Information douteuse]. L'entreprise est aussi reconnue[réf. nécessaire] pour son approvisionnement éthique, son engagement visant à améliorer les conditions des travailleurs en usine, sa structure coopérative et son avant-gardisme en matière de développement durable[Information douteuse]. Bien qu’elle vende des articles provenant de nombreuses entreprises, la coopérative conçoit et fabrique la majorité de ses produits[réf. souhaitée]. Une proportion considérable de l'inventaire de l'entreprise est produite en Asie, et ce, même si elle fait affaire avec neuf usines sous-traitantes à Vancouver.
- MEC est membre de la Fair Labor Association.
- MEC est le premier détaillant canadien à divulguer publiquement sa liste d'usines partenaires et leur emplacement, ainsi qu'à mettre à jour cette liste annuellement[13].
- En 2013, MEC est devenu l'une des 20 premières entreprises à adopter un programme d'approvisionnement éthique accrédité par la Fair Labor Association.
- En mai 2007, MEC a adopté le système Bluesign, c'est-à-dire que MEC a depuis l'objectif de s'approvisionner à 100 % en tissus à production éco-responsable. En 2014, 74 % des vêtements et sac de couchages MEC étaient certifiés Bluesign.